# Maja (dajka)
Maja (Maia, Matia) ókori egyiptomi hölgy; Tutanhamon egyiptomi fáraó dajkája volt. Szakkarai sziklasírjából ismert, melyet Alain Zivie francia egyiptológus fedezett fel 1996-ban. A sírban együtt ábrázolják a gyermek Tutanhamonnal, akit ölében tart.

## A sír
Maja sírja, az I.20 sír a Bubaszteion közelében található. Három díszített kultuszkamrából és föld alatti, nagyrészt díszítetlen sírkamrákból áll. Az első kultuszkápolna (4,1×2,2 méter) jelenetei Maja életét ábrázolják, az egyiken Tutanhamon dajkája ölében ül, lábánál egy kutyával, egy erősen megrongálódott jelenet pedig Maját az uralkodó előtt mutatja. A második helyiségben (4,4×2,6 m) a Maja temetésével kapcsolatos szertartásokat ábrázolják: a dajka áldozatvivők előtt áll, a szájmegnyitás szertartásánál múmiaként ábrázolják, majd Ozirisz, az alvilág ura és Anubisz előtt áll. A harmadik helyiség a legnagyobb (7,9×8,2 m), négy oszloppal rendelkezik, melyeket Maja alakja díszít. A helyiség hátuljában sziklába faragott sztélén Maja Ozirisz előtt látható, a többi fal nagyrészt díszítetlen. Innen vezet le egy lépcső a sírkamrákhoz.
Maja címei a sírban: „a király szoptatós dajkája”, „az isten testének nevelője”, „a hárem nagyja”. Életéről nem sokat tudni, szüleit nem említi, pár más személyt azonban igen, ők Rahotep, a raktár felügyelője; […]enkaf, Thot főpapja; Tetinofer írnok és Jahmesz, az áldozati asztal írnoka. Zivie feltételezése szerint Maja azonos lehet Meritaton hercegnővel.
A sírt a későbbi időkben újrahasznosították, többek közt számos macskát is temettek bele, de egy nagy hímoroszlán múmiája is előkerült; múmiapólyái már nem maradtak fenn, de hasonlóan mumifikálták, mint a macskákat.
2015 decemberében a sírt Alain Zivie és a Régiségügyi Minisztérium képviselőinek jelenlétében újra megnyitották, 1996-os felfedezése óta először.

## Fordítás
- Ez a szócikk részben vagy egészben  a   Maia (nurse) című angol Wikipédia-szócikk ezen változatának fordításán alapul.  Az eredeti cikk szerkesztőit annak laptörténete sorolja fel. Ez a jelzés csupán a megfogalmazás eredetét és a szerzői jogokat jelzi, nem szolgál a cikkben szereplő információk forrásmegjelöléseként.

## Külső hivatkozások
- National Geographic: Tutanhamon dajkája (video)